# Чхве Ким Чхоль
Чхве Ким Чхоль (кор. 최금철, 崔今哲; народився 9 лютого 1987; Пхеньян, КНДР) — північнокорейський футболіст, нападник клубу «Муангтонг Юнайтед» та національної збірної Корейської Народно-Демократичної Республіки.